# هيرمان جرابو
هيرمان جرابو أو هيرمان غرابو (1 سبتمبر 1885،روستوك - 24 أغسطس 1967، برلين) كان عالم مصريات ألماني. كان متخصصًا بارزًا في الفرع الفيلولوجي من هذا المجال، وكان له إسهامات كبيرة في إعداد قاموس للغة المصرية، ولكنه كان متورطًا سياسيًا في دولة الظلم للنازية الألمانية واستغل الفرصة لشغل المناصب والقدرات التي تركها العلماء المُبعدون. رغم تورطه العميق، استطاع مواصلة مسيرته العلمية بنجاح بعد عام 1945 في جمهورية ألمانيا الديمقراطية.

## الحياة
بدأ جرابو في تعلم المصرية القديمة وهو طالب في مدرسة ليسينج الثانوية ببرلين بتحفيز من كتاب جورج شتايندورف "عصر ازدهار مملكة الفراعنة" ، حيث نسخ "قاموس المصريات" لـ أدولف إيرمان. في عام 1905، تم تقديمه إلى إيرمان وسجل في العام التالي لدراسة المصريات في جامعة برلين. حصل على درجة الدكتوراه عام 1912 عن أطروحته حول "الفصل 17 من كتاب الموتى المصري وأهميته الدينية". منذ عام 1907، عمل كمساعد في مشروع إيرمان لإعداد "قاموس اللغة المصرية" وكان مسؤولاً عن مراجعة وتصنيف حوالي 1.4 مليون بطاقة استشهاد. كان مع أولجا إريكسن من أهم المساهمين في الجزء الثاني من العمل.
في عام 1922، عينته الأكاديمية البروسية للعلوم كموظف علمي. وفي عام 1928، بناءً على تأثير إيرمان، تم تعيينه أستاذًا غير عادي في جامعة برلين، حيث قدم منذ عام 1929 محاضرات جنبًا إلى جنب مع كورت سيته. في عام 1932/33، تم منحه منحة السفر من المعهد الأثري الألماني، وبعد وفاة سيته في عام 1934، تولى بشكل مؤقت رئاسة قسم المصريات. في 5 يونيو 1937، قدم طلبًا للانضمام إلى الحزب النازي وتم قبوله بأثر رجعي اعتبارًا من 1 مايو من نفس العام (رقم العضوية 4.154.026). في عام 1938، تم تعيينه أستاذًا عاديًا. في 8 يونيو 1938، تم تعيينه عضوًا عاديًا وأمينًا مؤقتًا لقسم الفلسفة والتاريخ في الأكاديمية البروسية للعلوم. من 1943 إلى 1945، كان نائب رئيس الأكاديمية. في صيف 1940، تم تعيينه عميدًا لكلية الفلسفة وفي ربيع 1943 نائبًا لرئيس جامعة برلين. في قائمة جورج شتايندورف التي أعدها في صيف 1945 عن النشاط السياسي لعلماء المصريات الألمان في فترة النازية، ذكر جرابو في مقدمة العلماء المتورطين مع النظام النازي. وصفه ستيندورف بأنه متعصب ونازي متطرف، وأشار إلى أنه كان يبلغ عن الأشخاص بسبب أمور تافهة مثل عدم استخدام تحية هتلر. من بين ضحاياه المفترضين كان هانز فولفغانغ مولر، على الرغم من أن الاتهام قد تم توثيقه، إلا أن المبلغ عنه لم يتم تسجيله. بالإضافة إلى ذلك، استخدم جرابو علاقاته الجيدة مع وزير التعليم والبحث العلمي، برنهارد روست، لملاحقة عالم المصريات البلجيكي جان كابارت بهدف إضعاف المركز الدولي الوحيد للمصريات الذي يمكن أن ينافس سمعة برلين. استغل جرابو الظروف السياسية لتحقيق مسيرة مهنية بارزة في سن متأخرة نسبيًا. كان ألفريد هيرمان، الذي كان مشابهًا له في الشخصية، من أقرب المتعاونين معه.
رغم تورطاته، استطاع جرابو مواصلة مسيرته بعد الحرب في ألمانيا الشرقية. برر جرابو نفسه بالإشارة إلى الصراعات الداخلية في النظام النازي، التي كان يشارك فيها، على أنها مقاومة للنظام. في عام 1947، أسس مع ريتشارد هارتمان وديدريش ويسترمين "معهد الأبحاث الشرقية" في أكاديمية برلين وأصبح مديره في عام 1956 خلفًا لريتشارد هارتمان. في عامي 1953 و1959، حصل على جائزة الدولة الوطنية لجمهورية ألمانيا الديمقراطية. بعد الحرب العالمية الثانية، واصل جرابو العمل على إتمام "قاموس اللغة المصرية". بعد صدوره، تفرغ لدراسة النصوص الطبية المصرية القديمة. بعد وفاته بست سنوات، ظهر الجزء التاسع والأخير من عمله "أساسيات الطب في مصر القديمة" في عام 1973.

## المؤلفات (مختارات)
- مع أدولف إيرمان: Aegyptisches Handwörterbuch (القاموس اليدوي المصري). برلين 1921.
- Wörterbuch der ägyptischen Sprache (معجم اللغة المصرية) (7 مجلدات)، برلين 1925 وما بعدها.
- Studien zu den Annalen Thutmosis des Dritten und zu ihnen verwandten historischen Berichten des Neuen Reiches (دراسات حول حوليات تحتمس الثالث والتقارير التاريخية المتعلقة بها في المملكة الحديثة). أبحاث الأكاديمية الألمانية للعلوم ببرلين، الفئة الفلسفية-التاريخية. العام 1947، رقم 2. أكاديميه-فيرلاغ برلين 1949.
- Anatomie und Physiologie (التشريح والفسيولوجيا). برلين 1954.
- Kranker, Krankheiten und Arzt. Vom gesunden und kranken Ägypter, von den Krankheiten, vom Arzt und von der ärztlichen Tätigkeit (المريض، الأمراض والطبيب. من المصري السليم والمريض، عن الأمراض، عن الطبيب وعن النشاط الطبي). برلين 1956.
- Die medizinischen Texte in hieroglyphischer Umschreibung autographiert (النصوص الطبية في إعادة صياغة هيروغليفية مع توقيعات). برلين 1958.
- مع هيلديغارد فون دينيس: Wörterbuch der ägyptischen Drogennamen (معجم أسماء الأدوية المصرية). برلين 1959.
- Wie die alten Ägypter sich anredeten, wie sie sich grüssten und wie sie miteinander sprachen (كيف كان المصريون القدماء يخاطبون بعضهم البعض، كيف كانوا يحيون بعضهم البعض وكيف كانوا يتحدثون مع بعضهم البعض). برلين 1960.

## الأدبيات
- توماس ل. غيرتزن: Die Berliner Schule der Ägyptologie im Dritten Reich. Begegnung mit Hermann Grapow (مدرسة برلين للمصريات في الرايخ الثالث. لقاء مع هيرمان جرابو). كولتورفيرلاغ كادموس، برلين 2015، ISBN 978-3-86599-269-7.
- Grapow, Herbert [sic!]. in: إرنست كلي: Das Kulturlexikon zum Dritten Reich. Wer war was vor und nach 1945 (معجم الثقافة في الرايخ الثالث. من كان وماذا كان قبل وبعد 1945). س. فيشر، فرانكفورت أم ماين 2007، ISBN 978-3-10-039326-5، ص. 196.

## روابط خارجية
- نصوص عن هيرمان جرابو في فهرس مكتبة ألمانيا الوطنية
- كولوكيوم بحثي حول هيرمان جرابو
- توماس ل. غيرتزن: „Dixi et salvavi animam meam“ – Der Fall Hermann Grapow في L.I.S.A.